# Nyctiophylax varians
Nyctiophylax varians is een fossiele soort schietmot uit de familie Polycentropodidae.